# Гончаренко Юрій Євгенович
Гончаренко Юрій Євгенович (нар. 5 липня 1964, Київ, Українська РСР, СРСР) — український художник, живописець, графік, педагог, член Національної спілки художників України. Живе та працює в Києві.

## Біографія
Народився 5 липня 1964 року в місті Київ в родині художників Бондаренко Світлани Володимирівни і Гончаренко Євгена Петровича. Дід — Бондаренко Володимир Іванович.
У 1975—1982 роках навчався в Республіканській художній школі ім. Т. Г. Шевченка (нині Державна художня середня школа імені Тараса Шевченка). Викладачі за фахом — Бондаренко Світлана Володимирівна, Нечипоренко М. С. та Шевченко М. М. Протягом 1982—1990 років навчався в Київському художньому інституті (нині Національна академія образотворчого мистецтва і архітектури), де закінчив майстерню монументального мистецтва. Викладачі за фахом — Ятченко Юлій Миколайович, Чеканюк Вілен Андрійович та Стороженко Микола Андрійович.
З 1990 року викладач малюнку, живопису та композиції в Державній художній середній школі імені Т. Г. Шевченка. З того ж року член Національної спілки художників України.
У 2002—2006 роках — заступник директора школи з фахових дисциплін.
Працює в галузі монументального, станкового живопису та графіки.
Твори закуповуються Міністерством культури України, а також знаходяться в галереях таких країн, як Польща, Німеччина, приватних колекціях США, Франції, Нідерландів.

## Вибрані виставки
- 1988 — «Мальовнича Україна». Республіканська художня виставка;
- 1990 — «Сучасне українське мистецтво». Київ, Львів;
- 1991 — Міжнародне бієнале «Відроження — 91». Львів;
- 1992 — Міжнародна виставка «Мистецтво в тіні серпа і молот». Мюнхен;
- 1993 — Міжнародне бієнале «Імпреза — 93». Івано-Франківськ;
- 1996 — до 10-річчя трагедії на Чорнобильській АЕС;
- 1997 — Всеукраїнське трієнале «Графіка — 97». Персональна виставка у музеї українського образотворчого мистецтва;
- 1998 — Всеукраїнське триєнале «Живопис — 98»;
- 2000 — Всеукраїнське триєнале «Графіка — 2000»;
- 2001 — Московський Міжнародний художній салон. Москва;
- 2000—2002 — Персональні виставки у галереї «Університет»;
- 2003 — Рік культури України в Росії. Москва;
- 2004 — Виставка, присвячена 190-річчя з дня народження Т. Г. Шевченка;
- 2004 — Персональна виставка у галереї «Митець». Київ;
- 2014 — Персональна виставка у галереї «Митець». Київ.